# Manlio Gabrielli
Manlio Gabrielli (Giuliano di Roma, 22 settembre 1892 – Roma, 1967) è stato un generale, diplomatico e scrittore italiano.

## Biografia

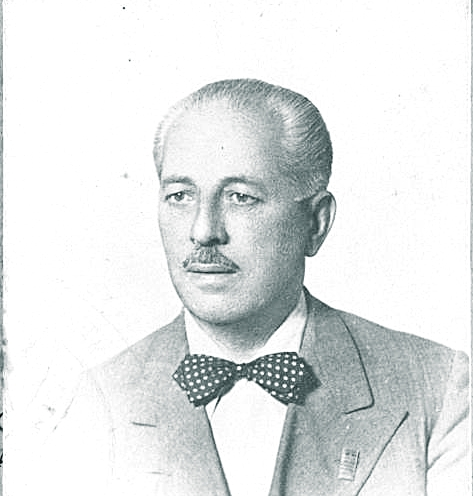
Il generale Manlio Gabrielli nel 1946

Manlio Gabrielli nasce a Giuliano di Roma, piccolo borgo laziale della provincia romana (oggi in provincia di Frosinone), da Enrico e Anna Pietrocarlo. 
Molto giovane si trasferì a Roma, dove frequentò la scuola militare.
Partito volontario per la Grande Guerra, fu decorato con una medaglia d'argento (1915), 3 di Bronzo (1916 - 1917 - 1918) e una Croce di guerra insignita in Val d'Astico il 24 ottobre 1918 mentre era al comando di un gruppo di arditi del X corpo d'armata.
Finita la guerra, proseguì nella carriera militare e dal 1923  assieme al colonnello Enrico Maltese e al colonnello Edoardo Versè, si occupò dello sviluppo dell'uso dei carri armati nel Regio Esercito, scrivendo anche un libro in cui mise nero su bianco le sue conclusioni e prudentemente concludeva che: non era possibile valutare il peso e l'incidenza della nuova arma in una guerra futura, ripiegando sulla tesi che sarebbe stata sufficiente la costituzione di un centro di studi e d'esperienze per i carri non essendo ancora possibile prevedere se sopravviverà né, d'altra parte, fin dove giungerà il suo sviluppo e il suo perfezionamento. Partecipò alla guerra civile spagnola con il grado di tenente colonnello, dapprima come addetto militare all'Ambasciata italiana di Madrid, poi come ufficiale operativo sul campo, dove si distinse per diverse ricognizioni e ottenne una medaglia di bronzo al merito.
Nel 1939 è nell'Ambasciata italiana a Tirana come Colonnello del S.I.M., ed è lui, in sostituzione dell'addetto militare Alberto Pariani, ad inviare il telegramma a Costanzo Ciano che gli comunica che re Zog I di Albania dispone di 45.000 uomini armati.
La notte tra il 7 e l’8 aprile  riuscì con pochi soldati e ad organizzare, con successo, l'occupazione dei luoghi nevralgici di Tirana, come la centrale elettrica, radiotelegrafica e telefonica.
Inoltre affrontò la ribellione e i disordini del giorno 16 rimanendo volontariamente nella sede della legazione italiana. Per queste azioni ottenne la sua seconda Croce di Guerra.
Dopo la caduta del Fascismo aderì alla Repubblica Sociale Italiana.
Dopo una breve udienza con Benito Mussolini avvenuta il 7 dicembre 1943, gli fu dato l’incarico di assistere civili e militari italiani a Rodi e coadiuvare il Governatore Militare tedesco, al posto di Inigo Campioni. Gabrielli partì a metà dicembre e, via Belgrado, giunse a Salonicco; dove le autorità militari tedesche lo informarono che il suo compito a Rodi doveva consistere esclusivamente nell'influenzare i fascisti italiani dell'isola, appoggiando l'opera del generale Ulrich Kleemann, e null'altro. In presenza di questa situazione Gabrielli se ne ritornò in Italia e le funzioni continuarono ad essere svolte da Igino Ugo Faralli.
Finita la guerra ed ormai arrivato al grado di Generale di divisione, fu accusato nel 1948 di crimini di guerra in Albania.
Nel 1952 partì per il Brasile in veste di commerciante. Ritornò in Italia, dove morì, a Roma, nel 1967.
Era stato capo della casa militare del luogotenente del Re Francesco Jacomoni di San Savino in Albania e addetto militare presso l'Ambasciata italiana in Spagna, durante la guerra civile, da lui definita guerra per la libertà nel suo libro Una guerra civile per la libertà, pubblicato nel 1966.

## Pubblicazioni
- I carri armati, Ed. Regio Esercito, Roma 1923
- Una guerra civile per la libertà, Editore Volpe, Roma, 1966.